# Vilanija
Vilanija (wł. Villania) – wieś w Chorwacji, w żupanii istryjskiej, w mieście Umag. W 2011 roku liczyła 260 mieszkańców.